# Sarisa ephyraria
Sarisa ephyraria là một loài bướm đêm trong họ Geometridae.